# Niderterhaff
Niderterhaff – mała miejscowość (lieu-dit) w południowym Luksemburgu, w kantonie Luksemburg, w gminie Bertrange. Do 3 października 2015 miejscowość leżała w dystrykcie Luksemburg.